# Vieux gallois
Le vieux gallois (Hen Gymraeg en gallois moderne) est le nom donné au gallois quand il s'est distingué de la langue brittonique, probablement entre le milieu du VIe siècle et le milieu du VIIe siècle, jusqu'au début du XIIe siècle, date à laquelle il fait place au moyen gallois.
De nombreux poèmes ainsi que quelques prosodies nous sont parvenues, le plus souvent dans des manuscrits plus tardifs, par exemple le texte de Y Gododdin du barde Aneurin. Le plus ancien texte connu en vieux gallois est probablement celui gravé sur une pierre tombale dans l'église de Tywyn, datée du début du VIIIe siècle. Un texte dans le livre de Saint Chad est supposé avoir été écrit à la fin du VIIIe siècle ou au IXe siècle mais il pourrait s'agir d'une copie d'un texte du VIe siècle ou du VIIe siècle.
« L'orthographe du vieux gallois est, pour l'essentiel, celle de l'irlandais, car les Irlandais ont appris le latin et l'écriture latine chez leurs voisins bretons ».
Le vieux gallois n'est intelligible à un locuteur gallois moderne qu'à l'aide de grammaires et dictionnaires.